# Camponotus mucronatus
Camponotus mucronatus é uma espécie de inseto do gênero Camponotus, pertencente à família Formicidae.